# 1646 a tudományban
Az 1646. év a tudományban és a technikában.

## Fizika
- Felfedezik Pascal törvényét.

## Születések
- július 1. - Gottfried Wilhelm Leibniz német polihisztor: jogász, történész, matematikus, fizikus és filozófus († 1716)
- augusztus 19. – John Flamsteed angol csillagász, a Greenwichi Királyi Obszervatórium első királyi csillagásza (Astronomer Royal) († 1719)